# رن دودوکجیان
رن دودوکجیان ( انگلیسی: Rehn Dudukgian؛ زادهٔ ۱۹۸۱) کارآفرین، milliner و طراح مد ارمنی‌تبار اهل ایالات متحده آمریکا است. وی مبتکر برند کلاه Bijou Van Ness است که در بهار ۲۰۱۰ به بازار عرضه شد.

## زندگی‌نامه
وی در ۱۹۸۱ میلادی در هالیوود، لس آنجلس، کالیفرنیا به دنیا آمد